# Coussegrey
Coussegrey é uma comuna francesa na região administrativa de Grande Leste, no departamento de Aube. Estende-se por uma área de 16,16 km². Em 2010 a comuna tinha 186 habitantes (densidade: 11,5 hab./km²).